# Aya Matsuura
Aya Matsuura (松浦 亜弥, Matsuura Aya, Himeji, 25 juni 1986), of Ayaya, is een J-popzangeres en actrice binnen de groep Hello! Project. In 2000 nam ze deel aan de auditie voor de vierde generatie van Morning Musume & Heike Michiyo Protegee. Ze werd samen met Sheki-Dol geselecteerd om deel uit te maken van wat later bekend zou worden als Hello! Project.

## Biografie
Matsuura debuteerde in 2001 met de single "Dokki Doki! Love Mail". Haar debuutalbum, "First Kiss", volgde in 2002 na een aantal singles. Ze werd snel de favoriet van Hello! Project fans. Ze is een van de populairste en succesvolste soloartiesten in Hello!Project.
Ze was te zien in Pretz-reclames en is nu deel van het duo GAM.

## Profiel
- Hello! Projectgroepen:
  - Nochiura Natsumi (2004–2005)
  - Gomattou (2002)
  - Hello! Project Akagumi (2005)
  - DEF.DIVA (2005-2007)
  - GAM (2006-2009)
- Shufflegroepen:
  - 2001: 3nin Matsuri
  - 2002: Odoru 11
  - 2003: SALT5
  - 2004: H.P. All Stars

## Discografie

### Albums
| # | Titel                                                                                           | Datum      | Eerste week | Totaal  |
| - | ----------------------------------------------------------------------------------------------- | ---------- | ----------- | ------- |
| 1 | First Kiss (Matsuura Aya)\|First Kiss                                                           | 2002.01.01 | 201,710     | 293,540 |
| 2 | T.W.O                                                                                           | 2003.01.29 | 209,152     | 285,784 |
| 3 | X3                                                                                              | 2004.01.01 | 83,756      | 110,874 |
| 4 | 松浦亜弥ベスト1 (Matsuura Aya Best 1) (Best-of compilation)                                     | 2005.03.24 | 66,524      | 110,367 |
| 5 | Naked Songs                                                                                     | 2006.11.29 | 14,770      | 18,961* |
| 6 | Double Rainbow                                                                                  | 2007.10.10 | -           | 12,536  |
| 7 | 想いあふれて (Omoi Afurete)                                                                     | 2009.01.21 | -           | 5,821   |
| 8 | Click you, Link Me                                                                              | 2010.11.24 | -           | 3,007   |
| 9 | 松浦亜弥ベスト 10th Anniversary Best (Matsuura Aya 10th Anniversary Best) (Best-of compilation) | 2011.12.21 | -           | -       |

### Singles
| #  | Titel                                                      | Datum      | Eerste week | Totaal  |
| -- | ---------------------------------------------------------- | ---------- | ----------- | ------- |
| 1  | ドッキドキ！LOVE メール (Dokki Doki! Love Mail)            | 2001.04.11 | 26,720      | 72,070  |
| 2  | トロピカ～ル恋して～る (Tropica~l Koishite~ru)             | 2001.06.13 | 35,820      | 64,490  |
| 3  | LOVE涙色 (LOVE Namida Iro)                                 | 2001.09.05 | 75,470      | 172,340 |
| 4  | 100回のKISS (100kai no KISS)                               | 2001.11.28 | 64,370      | 102,820 |
| 5  | 桃色片想い (Momoiro Kataomoi)                              | 2002.02.06 | 132,110     | 224,480 |
| 6  | Yeah!めっちゃホリディ (Yeah! Meccha Holiday)               | 2002.05.29 | 65,060      | 130,960 |
| 7  | The 美学 (The Bigaku)                                      | 2002.09.19 | 62,560      | 115,480 |
| 8  | 草原の人 (Sougen no Hito)                                  | 2002.12.11 | 58,863      | 92,955  |
| 9  | ね～え? (Ne~e?)                                            | 2003.03.12 | 80,857      | 121,776 |
| 10 | GOOD BYE 夏男 (GOOD BYE Natsuo)                            | 2003.06.04 | 57,836      | 88,483  |
| 11 | THE LAST NIGHT                                             | 2003.09.26 | 34,892      | 57,451  |
| 12 | 奇跡の香りダンス。 (Kiseki no Kaori Dance)                 | 2004.01.28 | 56,381      | 80,322  |
| 13 | 風信子（ヒヤシンス） (Hyacinth)                            | 2004.03.10 | 30,133      | 56,400  |
| 14 | YOUR SONG～青春宣誓～ (YOUR SONG ~Seishun Sensei~)         | 2004.07.14 | 26,714      | 41,306  |
| 15 | 渡良瀬橋 (Watarasebashi)                                   | 2004.10.20 | 29,304      | 47,857  |
| 16 | ずっと好きでいいですか (Zutto Suki De Ii Desu Ka)          | 2005.02.23 | 28,106      | 45,022  |
| 17 | 気がつけば あなた (Ki ga Tsukeba Anata)                    | 2005.09.14 | 38,135      | 56,822  |
| 18 | 砂を噛むように・・・NAMIDA (Suna wo Kamu You ni... NAMIDA) | 2006.02.01 | 14,323      | 20,212  |
| 19 | 笑顔 (Egao)                                                | 2007.08.29 | 9,397       | 12,888* |
| 20 | きずな (Kizuna)                                            | 2008.05.21 | 6,007       | 7,623   |
| 21 | チョコレート魂 (Chocolate Damashii)                        | 2009.02.11 | 4,028       | 4,795   |

- International Standard Name Identifier: 0000 0003 7918 8378
- MusicBrainz: 6f11f22e-2a8f-48cc-b1b3-79760d317f76
- Bibliotheek van het Japanse parlement: 00950128
- Virtual International Authority File: 257629195